# Turkologie
Turkologie is de studie van de cultuur, taalkunde, literatuur en geschiedenis van de Turkse volkeren. Een afgestudeerde noemt zich doorgaans Turkoloog.
In Nederland was deze studie als hoofdvak te volgen aan de Universiteit Leiden (voorheen hoogleraar Erik-Jan Zürcher) en de Universiteit Utrecht, aan de subfaculteit voor Arabische, Perzische en Turkse talen en culturen (ANPT) totdat in 2006-2007 een reorganisatie voor verandering zorgde.